# Mountain Gate
Mountain Gate är en så kallad census-designated place i Shasta County i Kalifornien. Vid 2020 års folkräkning hade Mountain Gate 815 invånare.